# 2419 Moldavia
A 2419 Moldavia (ideiglenes jelöléssel 1974 SJ) a Naprendszer kisbolygóövében található aszteroida. Ljudmila Ivanovna Csernih fedezte fel 1974. szeptember 19-én.